# Pteridotelus laticornis
Pteridotelus laticornis là một loài bọ cánh cứng trong họ Cerambycidae.